# Vožega (fiume)
La Vožega (in russo Вожега?) o Voža (Во́жа) è un fiume della Russia europea, tributario del lago Vože, nel bacino dell'Onega. Scorre nell'Oblast' di Vologda.

## Descrizione
La sorgente del fiume si trova sull'altopiano Verchnevažskaja (Верхневажская возвышенность) nella parte settentrionale dell'Oblast' di Vologda. La direzione generale della corrente è verso ovest, il canale è tortuoso, roccioso, la corrente è veloce. Le rive nel corso superiore e medio sono boscose, scarsamente popolate. Nella parte centrale scorre tre chilometri a sud del villaggio di Vožega, centro amministrativo del Vožegodskij rajon. Nel corso inferiore, il fiume raggiunge la pianura lacustre, la corrente si calma, la foresta si allontana dal fiume. Sfocia sul lato orientale del lago Vože con quattro canali. Ha una lunghezza di 140 km, il suo bacino è di 1 980 km².
Il corso inferiore del fiume è molto ricco di pesce e attira gli appassionati di pesca.